# Karl Krazeisen
Karl August Krazeisen (28 de octubre de 1794 en Kastellaun - 27 de enero de 1878 en Múnich) fue un soldado, filoheleno y retratista bávaro.

## Biografía
Tras participar en las Guerras Napoleónicas, en 1826 se alistó como simple soldado para apoyar a los griegos en su lucha por la independencia. Durante su estancia en Grecia, dibujó varios retratos de luchadores famosos. Regresó a Munich en 1827 e hizo litografías de sus dibujos para su publicación.

## Galería

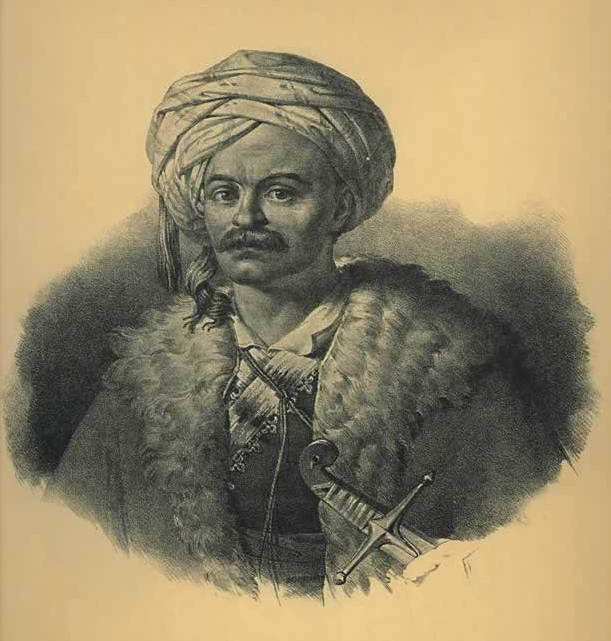
Charles Nicolas Fabvier
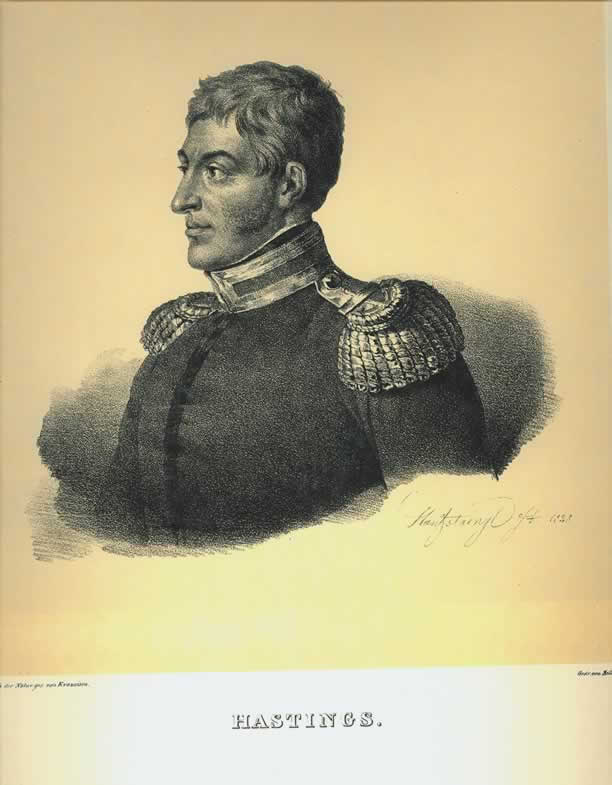
Frank Abney Hastings
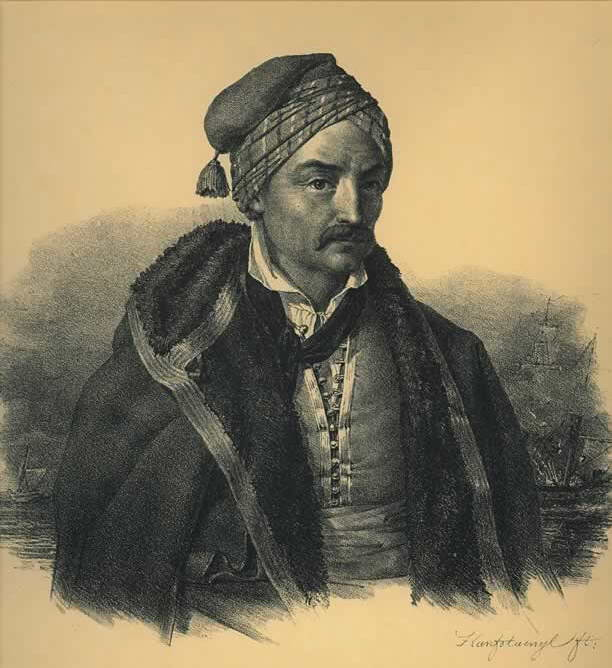
Konstantinos Kanaris
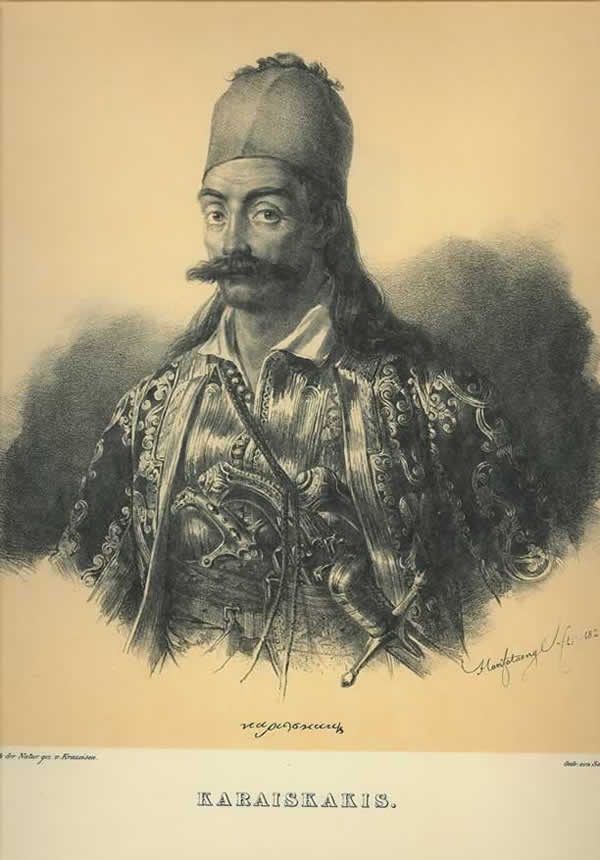
Georgios Karaiskakis
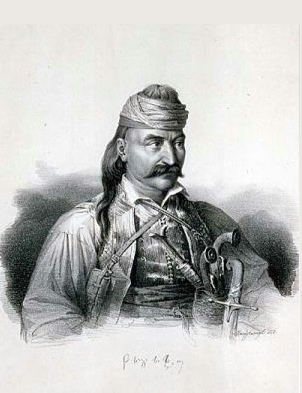
Theodoros Kolokotronis
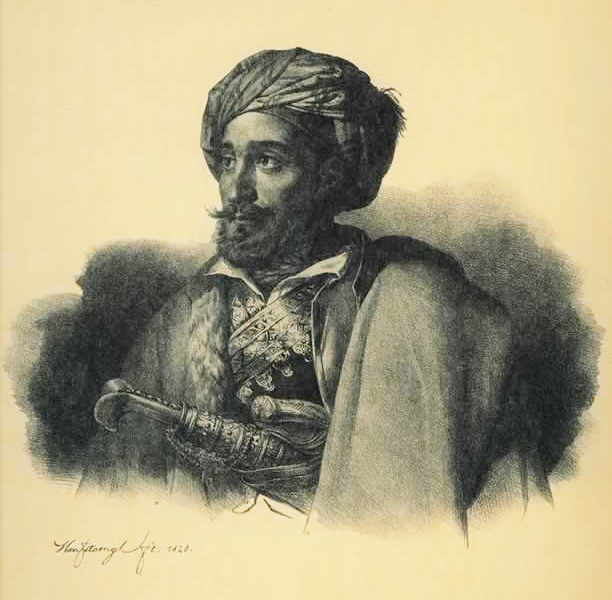
Yanis Macriyanis
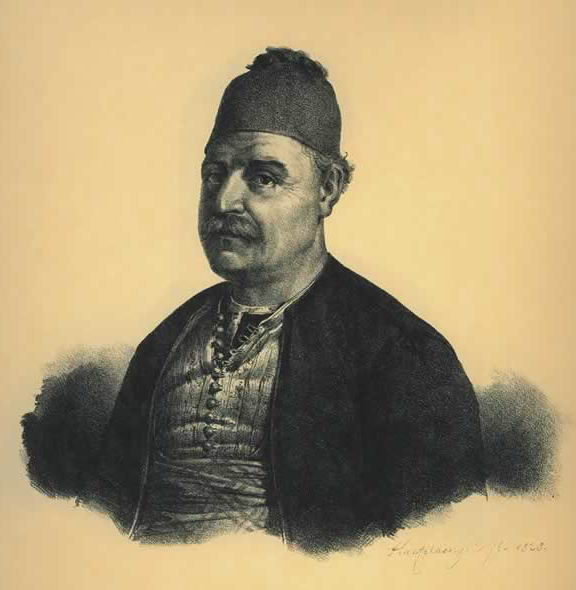
Andreas Vokos Miaoulis
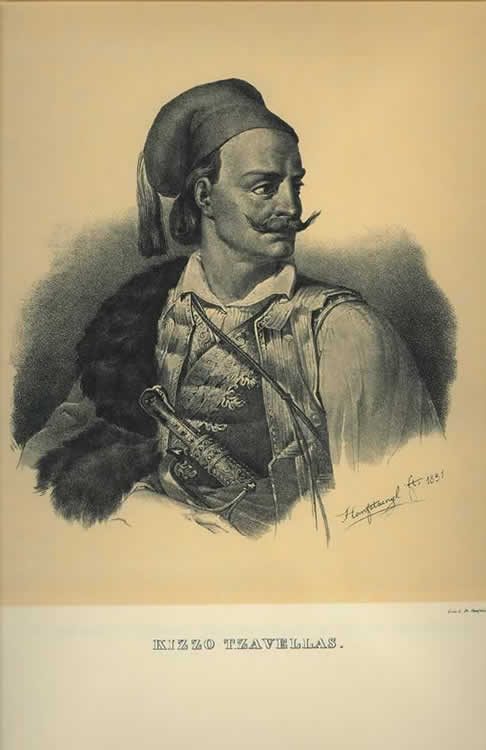
Kitsos Tzavelas